# SCAND1
SCAND1‏ (SCAN domain containing 1) هوَ بروتين يُشَفر بواسطة جين SCAND1 في الإنسان.